# NGC 1404
NGC 1404 é uma galáxia elíptica (E1) localizada na direcção da constelação de Eridanus. Possui uma declinação de -35° 35' 34" e uma ascensão recta de 3 horas, 38 minutos e 51,7 segundos.
A galáxia NGC 1404 foi descoberta em 28 de Novembro de 1837 por John Herschel.